# Desperado (phim)
Desperado (tiếng Việt: Kẻ liều mạng) là 1 bộ phim thuộc thể loại tội phạm, hành động của Mỹ và là phần tiếp theo trong series Mexico Trilogy (bộ 3 Mexico) sau El Mariachi. Tiếp nối phần trước, El Mariachi tiếp tục cuộc hành trình đi tìm và trả thù các băng đảng tội phạm đã khiến anh mất tất cả. Bộ phim thu về 28.4 triệu đô la và được coi là phần phim có doanh thu cao nhất trong serie. Nhân vật El Mariachi do nam diễn viên Antonio Banderas thủ vai trong khi Carlos Gallardo người thủ vai El Mariachi ở phần trước sẽ tham gia 1 vai phụ trong phim.

## Cốt truyện
Tại 1 quán Bar ở Tabasco, Mexico, 1 người Mỹ tên Buscemi kể lại chuyện anh ta gặp một người mang đồ đen với một hộp guitar chứa đầy súng gây ra vụ thảm sát một băng nhóm tội phạm tại một quán bar. Mọi người không quan tâm cho đến khi Buscemi đề cập đến cái tên "Hội Trưởng". Trong lúc đó, Mariachi trải qua một giấc mơ khi gặp lại Moco-tên trùm ma túy đã bị anh giết chết ở phần trước. Tuy nhiên Moco thực chất cũng chỉ là một ông trùm nhỏ dưới quyền một ông trùm lớn hơn là Hội Trưởng. Khi Buscemi đến, Mariachi thức giấc tiếp tục cuộc hành trình tìm kiếm và trả thù Hội Trưởng.
Trên đường đi, Mariachi đã gặp một cậu bé được tiết lộ là có người cha chơi guitar. Anh dạy cho cậu bé một số thuật chơi guitar. Tại quán bar ở Tabasco, Mariachi đã có một trận đấu súng với một băng nhóm tội phạm của Tavo-tên thuộc hạ của Hội Trưởng và kết quả là anh giết hết chúng trong đó có cả Tavo. Tuy nhiên sau trận đấu súng, anh bị thương nặng do đã che chắn cho 1 người phụ nữ tên là Carolina. Cô đưa anh về hiệu sách của mình để cứu chữa vết thương. Biết tin, Hội Trưởng liền đến quán bar để điều tra vụ thảm sát. Hắn điên cuồng ra lệnh cho các đàn em phải săn lùng bằng được người mặc đồ đen.
Tại hiệu sách, Carolina đã cứu chữa vết thương cho Mariachi. Trong lúc anh ngủ, cô vô tình phát hiện ra chiếc cặp guitar chứa đầy súng và đồng thời biết anh là ai. Mariachi nhờ cô tìm ra chỗ ở của Hội Trưởng nhưng cô từ chối. Mariachi đến nhà thờ nói chuyện với Buscemi. Buscemi cố gắng thuyết phục Mariachi rửa tay gác kiếm vì cho rằng việc trả thù sẽ chẳng đi đến đâu. Bên ngoài nhà thờ, 1 người đàn ông lạ mặt mặc đồ đen phóng dao giết chết Buscemi và khiến Mariachi bị thương. Cùng lúc đó, nhóm sát thủ của Hội Trưởng xuất hiện và giết chết người đàn ông lạ mặt đó vì lầm tưởng hắn mặc đồ đen. Hội Trưởng nhận ra các thuộc hạ của hắn đã giết lầm Navajas, tên sát thủ được một băng đảng ở Colombia gửi đến để săn lùng El Mariachi.
Về phần El Mariachi, anh bị thương, bị sốc vì cái chết của người bạn thân Buscemi, gặp lại đứa trẻ chơi guitar. Anh phát hiện ra rằng bên trong cây đàn thực chất là ma túy giấu bên trong. Anh còn biết mọi người trong thị trấn đều làm việc cho Hội Trưởng. Anh trở về và phát hiện thêm hiệu sách của Carolina đang được chính Hội Trưởng bảo kê. Cùng lúc đó Hội Trưởng bất ngờ ghé thăm hiệu sách. Carolina vội vàng giấu Mariachi và giả vờ không biết cuộc đấu súng ở quán bar. Mariachi được Carolina cứu chữa vết thương lần nữa. Cô còn tặng anh cây guitar mới và chỉ dạy cho anh cách chơi lại guitar. Giữa 2 người nảy sinh tình cảm say đắm. Trong lúc đó, Hội Trưởng phát hiện Carolina đang nói dối hắn.
Vào một buổi sáng, 1 toán sát thủ tìm đến và tấn công hiệu sách của Carolina. Mariachi và Carolina cùng nhau chiến đấu và chạy thoát nhưng hiệu sách bị đốt cháy. Mariachi trông thấy Hội Trưởng rút súng định bắn hắn nhưng cuối cùng anh lại không bóp cò khiến Carolina cảm thấy khó hiểu. Anh và cô chạy trốn đến một khách sạn trong tâm trạng rối bời.
Hội Trưởng tập hợp tất cả đàn em lại và kiên quyết giết hết những ai khả nghi. Nhận thấy băng Hội Trưởng săn lùng quyết liệt, Mariachi nhờ đến sự giúp sức của Campa và Quino cũng là 2 sát thủ có tiếng. Cả ba người tham gia cuộc giao tranh quyết liệt với băng nhóm của Hội Trưởng. Sau cuộc giao tranh cả Campa và Quino đều hi sinh trong khi Mariachi phát hiện cậu bé chơi guitar mà anh đã gặp bị thương liền đem cậu bé vào bệnh viện chữa trị.
Không còn cách nào khác, Mariachi và Carolina liền quyết định đến gặp Hội Trưởng. Một sự thật trớ trêu Hội Trưởng chính là Cesar là anh trai ruột của chính Mariachi-tên thật là Manito. Hội Trưởng ép Mariachi rời đi với điều kiện sẽ giết Carolina vì cô phản bội hắn. Không thể cảm hóa được anh trai mình, Mariachi buộc phải rút súng giết chết hắn cùng với các thuộc hạ của hắn. Cả hai người đến thăm cậu bé ở bệnh viện. Mariachi tự ra đi một mình. Tuy nhiên Carolina đã bắt kịp anh. Cả hai lái xe và mang theo hộp đựng guitar chứa đầy súng.

## Vai diễn
- Antonio Banderas trong vai Manito/El Mariachi: 1 chàng thanh niên có mơ ước trở thành 1 nhạc sỹ giỏi nhưng ước mơ đó đã bị phá nát bởi các băng đảng tội phạm nên đã thề sẽ trả thù chúng.
- Salma Hayek vai Carolina: nữ chủ hiệu sách có cảm tình với Manito.
- Joaquim de Almeida vai Cesar/Hội Trưởng: tên trùm ma túy máu lạnh và xảo quyệt. Hắn là anh trai ruột của Manito và bị chính Manito giết chết.
- Steve Buscemi vai Buscemi: là bạn thân của Manito. Anh bị Navajas giết chết.
- Daniel Trejo vai Navajas: sát thủ do băng đảng Colombia thuê để giết Manito. Hắn bị đàn em của Hội Trưởng giết chết vì lầm tưởng là Manito.
- Carlos Gallardo trong vai Campa: bạn thân của Manito và cũng là 1 sát thủ. Anh hi sinh khi chiến đấu với đàn em của Hội Trưởng. Nam diễn viên Carlos Gallardo cũng là người thủ vai El Mariachi ở phần trước.
- Albert Michel Jr trong vai Quino: bạn thân của Manito và Campa. Cũng như Campa, Quino cũng hi sinh trong khi chiến đấu với đàn em của Hội Trưởng.
- Peter Marquest trong vai Moco (cameo): tên trùm ma túy đã bị Manito giết chết ở phần trước. Hắn xuất hiện trong giấc mơ của Manito ở đầu phim.
- Consuelo Gómez trong vai Dominó (cameo): người yêu cũ của Manito bị Moco sát hại ở phần trước. Cô chỉ xuất hiện trong giấc mơ của Manito ở đầu phim.